# Гектор Хиосский
Гектор (др.-греч. Ἕκτωρ) — легендарный царь Хиоса.
Праправнук Амфикла, основателя ахейской династии на Хиосе, правил, предположительно, в XI — X веках до н. э., или позднее. Последний ахейский царь Хиоса, имя которого сохранила местная историческая традиция.
Воевал с жившими на острове карийцами и абантами, часть из них перебил в сражениях, а остальных заставил покинуть Хиос по договору. После этой победы Хиос был принят в состав Ионийского союза, Гектор принес вместе с ионийцами жертвы в святилище в Панионии и в качестве награды за свои заслуги получил треножник. 
Предположительно, в его правление некий Эгертий привел на Хиос смешанное население, включавшее ионийцев. 
Фигура Гектора Хиосского заинтересовала исследователей в связи с проблемой происхождения образа Гектора, героя «Илиады». Одни предполагали, что герой эпоса назван по имени хиосского царя, так как Хиос претендовал на то, чтобы считаться родиной Гомера, и там существовал род Гомеридов. Другие, в том числе Виламовиц-Меллендорф, относившие правление Гектора к VIII веку до н. э., считали, что царь был назван по имени персонажа «Илиады», хотя это противоречит греческой традиции. 